# Hieracium pichleri
Hieracium pichleri là một loài thực vật có hoa trong họ Cúc. Loài này được Kem. mô tả khoa học đầu tiên năm 1874.